# Laguneta La Blanca
Laguneta La Blanca är en sjö i Guatemala.   Den ligger i departementet Petén, i den nordöstra delen av landet, 270 km norr om huvudstaden Guatemala City. Laguneta La Blanca ligger 226 meter över havet. Omgivningarna runt Laguneta La Blanca är en mosaik av jordbruksmark och naturlig växtlighet.